# Мароль (Кальвадос)
Маро́ль (фр. Marolles) — коммуна во Франции, находится в регионе Нижняя Нормандия. Департамент коммуны — Кальвадос. Входит в состав кантона Лизьё 1-й кантон. Округ коммуны — Лизьё.
Код INSEE коммуны — 14403.

## Население
Население коммуны на 2010 год составляло 689 человек.
| 1962 | 1968 | 1975 | 1982 | 1990 | 1999 | 2010 |
| ---- | ---- | ---- | ---- | ---- | ---- | ---- |
| 462  | 412  | 394  | 493  | 565  | 625  | 689  |

## Экономика
В 2010 году среди 450 человек трудоспособного возраста (15—64 лет) 322 были экономически активными, 128 — неактивными (показатель активности — 71,6 %, в 1999 году было 72,9 %). Из 322 активных жителей работали 304 человека (161 мужчина и 143 женщины), безработных было 18 (5 мужчин и 13 женщин). Среди 128 неактивных 35 человек были учениками или студентами, 60 — пенсионерами, 33 были неактивными по другим причинам.